# Duke Island (Alaska)

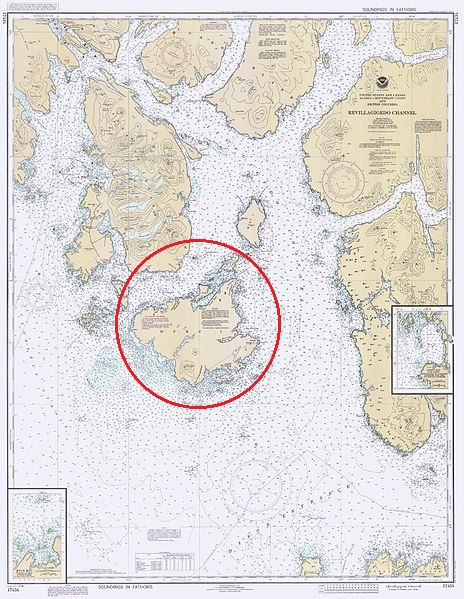
Duke Island omcirkeld op de kaart

Duke Island (Tlingit: G̠ilʼi Shakʼ) is een eiland in de Alexanderarchipel in de Alaska Panhandle in het zuidoosten van Alaska in de Verenigde Staten. Het eiland is onderdeel van de eilandengroep van de Gravina Islands.

## Geografie
Het eiland ligt net ten noorden van de grens tussen Canada en de Verenigde Staten, ongeveer 48 kilometer ten zuiden van Ketchikan en ongeveer 97 kilometer ten noordwesten van Prince Rupert in Brits-Columbia. Het is ongeveer 19 kilometer lang van oost naar west en 16 kilometer van noord naar zuid. Duke Island is een gebied zonder wegen in het Tongass National Forest onder de Alaska Roadless Rule. Het Duke Island Roadless Area bestaat uit Duke Island, Mary Island en de Percy Islands.
Ten noorden van het eiland ligt Felice Strait die het scheidt van Annette Island, ten oosten ligt het Revillagigedo Channel met aldaar Mary Island, naar het zuiden ligt de Dixon Entrance en in het westen Clarence Strait met aan de overzijde Prins van Waleseiland. Ten noordwesten liggen de Percy Islands en Hotspur Island. Naar het oosten ligt het vasteland van Alaska met het Peninsula Ridge.

## Geschiedenis
De oorspronkelijke naam voor het eiland in de Tlingit-taal is: Yeixhi (gebouw), verwijzend naar het feit dat het eruitziet als iets in aanbouw wanneer het vanuit de wateren eromheen wordt bekeken.
Het eiland kreeg zijn naam van William Healey Dall in 1879. Hij ontleende de naam waarschijnlijk aan de zuidelijke kaap van het eiland, die George Vancouver in 1793 naar de hertog van Northumberland had vernoemd.
Duke Island is een belangrijke en oude inheemse locatie, met talrijke archeologische vindplaatsen die minstens enkele duizenden jaren oud zijn. De Taantakwaan (Taantʼa Ḵwáan) Tlingit ("Tongass-mensen"), Sanyakwaan (Saanyaa Ḵwáan) Tlingit en de Tsimshian-mensen van Metlakatla beschouwen Duke Island allemaal als een zeer heilige plaats en een integraal onderdeel van hun geschiedenis en hedendaagse leven. Bovendien is Duke Island de plek waar de Taantakwaan hun eerste contacten hadden met westerlingen die als maritieme pelsjagers kwamen. Nadat in 2005 uitgebreide minerale exploratie naar afwijkend koper, nikkel, platina en palladium was begonnen, maakten de Taantakwaan Tlingit, samen met de Native Site Guardianship Council en de Ketchikan Indian Community (KIC), bezwaar en begonnen ze met het proces om het eiland, samen met andere nabijgelegen eilanden, aan te wijzen als traditioneel cultureel erfgoed (TCP). In 2009 werd begonnen met het bepalen van de geschiktheid voor TCP. De studie concludeerde dat het Duke Island-gebied in aanmerking komt voor het National Register of Historic Places als TCP. Op 9 juni 2011 stemde het State Historic Preservation Office ermee in dat het Duke Island-gebied in aanmerking komt onder alle criteria.
In 2020 kondigde de regering-Trump een nieuwe Roadless Rule aan die Tongass National Forest, inclusief Duke Island, vrijstelde van de Alaska Roadless Rule. In 2023, na een studie en evaluatie die in 2021 begon, schafte de regering-Biden de Roadless Rule van de regering-Trump uit 2020 af en keerde terug naar de Roadless Rule uit het Clinton-tijdperk van 2001. Dit resulteerde erin dat Duke Island opnieuw een aangewezen gebied zonder wegen werd in het Tongass National Forest.

## Geologie
Duke Island herbergt een ultramafisch complex van het type Alaska dat in 2010 werd onderzocht op magmatische sulfide Cu-Ni-PGE-afzettingen.